# Szczepanów (Klein-Polen)
Szczepanów is een dorp in het Poolse woiwodschap Klein-Polen, in het district Brzeski (Klein-Polen). De plaats maakt deel uit van de gemeente Brzesko en telt 949 inwoners.

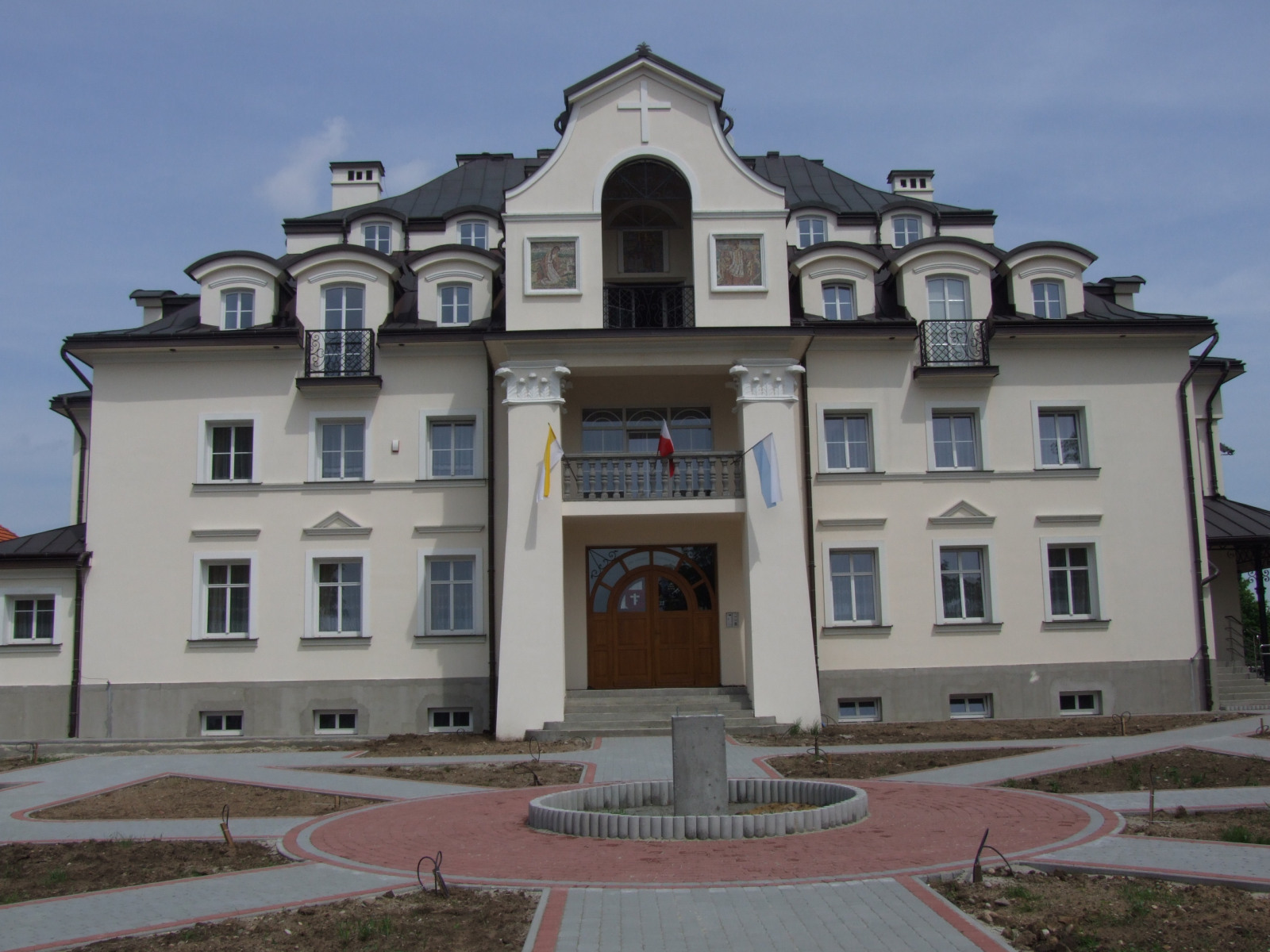